# أنسي نيكا
أنسي نيكا (بالألبانية: Ansi Nika‏) هو لاعب كرة قدم ألباني في مركز الوسط، ولد في 22 أغسطس 1990 في إشقودرة في ألبانيا. لعب مع نادي تيوتا دورس ونادي فلازنيا شكودر ونادي كوكسي.

## وصلات خارجية
- أنسي نيكا على موقع الاتحاد الأوربي (الإنجليزية)
- أنسي نيكا على موقع قاعدة بيانات كرة القدم.إي يو (الإنجليزية)
- أنسي نيكا على موقع Soccerway.com (الإنجليزية)